# Hedkandi
Hedkandi (anfangs Hed Kandi) ist ein 1999 gegründetes britisches House-Label aus London. Es ist für seine Kompilationen und weltweiten House-Partys bekannt.

## Geschichte
Gründer Mark Doyle war beim Londoner Soul/Jazz-Radiosender 102.2 Jazz FM bei der Tonträger-Abteilung angestellt. Er stellte für wenige Jahre einige CD-Sampler des Senders zusammen. Er wurde vom Sender gebeten, eine neue, trendige Marke zu schaffen. 1999 gründete er Hed Kandi als nächtliche Radiosendung für House-Musik, die auch CD-Sampler veröffentlicht und eigene Events im Nachtleben veranstaltet. Die Doppel-CDs, von Cover-Künstler Jason Brooks gestaltet, waren ein großer Erfolg und Partyreihen fanden nun neben England auch im El Divino auf Ibiza statt. Ab 2002 folgte eine Reihe im Pacha-Club London. Im Lauf der Jahre wurden weltweit House-Partys unter der Marke veranstaltet. Zusätzlich zu den Samplern wurden auch eigene Alben oder Maxis von Künstler wie Booty Luv oder Afterlife veröffentlicht.
2006 wurde die Marke von Ministry of Sound gekauft und weiterbetrieben. Gründer Mark Doyle verließ das Label und gründete sein neues Label Fierce Angel.

## Kompilations-Serien
- A Taste of Kandi
- Back to Love
- Beach House
- Disco Heaven
- Disco Kandi
- The Mix
- Kandi Lounge
- Nu Cool
- Nu Disco
- Serve Chilled
- Stereo Sushi
- Twisted Disco
- Winter Chill